# Festo (congreso)
Festo es el congreso juvenil de la Organización Francesa de Jóvenes Esperantistas (JEFO) que se realiza durante los veranos en Francia.

## Historia
La primera Festo ocurrió en 1996 en Lion. En 1997 se realizó en San Rafael, sudeste de Francia. En 2000 Festo fue reeemplazado de "Días Solidarios" coorganizado con otras asociaciones en Saint Chamond. En 2001 se realizó un IJK coorganizado con TEJO y por eso Festo no se realizó.
En 2002, Festo se realizó en el castillo Grésillon en el oeste de Francia. El programa simplemente fue una fiesta sin cesar. Se realizaron entre otros, conciertos, muestras de fotografías, visitas a una extraña capilla de la región, etcétera. 
En 2003 se realizó en Paimpol, Bretaña.